# ...D'Aubervilliers à Nashville
Singles
1. Le cow-boy d'Aubervilliers - Ton petit métro
Sortie : 1974
2. Johnny, ne laisse pas ta musique te tuer - Va voir ma mère pour moi
Sortie : 1975

...D'Aubervilliers à Nashville est un album de Michel Mallory sorti en 1975.

## Autour de l'album
- Référence originale : Phonogram 6325 775

Distribué par Phonogram, l'album est produit sous le label J.H. Music (initiales de Johnny Hallyday), qui a créé son propre label en 1972 et sous lequel il a notamment produit des disques de Nanette Workman et de Michel Mallory.
Enregistré au studio S.S.S. à Nashville, l'opus est réalisé par Shelby Singleton (en). Sa sortie est précédée par la diffusion, en 1974, du 45 tours Le cow-boy d'Aubervilliers. Les chansons Johnny, ne laisse pas ta musique te tuer et Va voir ma mère pour moi constituent le second single extrait de l'album.
La chanson Pour l'oublier, il me faudra plus de temps que ne m'en donnera ma vie est également enregistrée par Johnny Hallyday en 1975. Restée inédite jusqu'en 2012, elle est incluse dans le coffret Johnny History, sous une appellation légèrement différente Il faudra plus de temps que m'en donnera ma vie.

## Les titres
| 1.  | Johnny, ne laisse pas ta musique te tuer (Wrong road again)                                                                    | adaptation : Michel Mallory | A. Reynolds         | 2:18 |
| 2.  | Une fille faite pour moi | Michel Mallory              | Michel Mallory      | 2:54 |
| 3.  | Ne me raconte pas la fin de l'histoire (Before the next teardrop falls)                                                        | adaptation : Michel Mallory | V. Keith, B. Peters | 2:26 |
| 4.  | Avant de faire des chansons | Michel Mallory              | Michel Mallory      | 2:58 |
| 5.  | L'étranger aux yeux bleus | Michel Mallory              | Michel Mallory      | 3:28 |
| 6.  | Le cow-boy d'Aubervilliers | Michel Mallory              | Michel Mallory      | 2:48 |
| 7.  | J'aime | Michel Mallory              | Michel Mallory      | 2:27 |
| 8.  | Tu n'as jamais été si loin de moi (You've never been this far before)                                                          | adaptation : Michel Mallory | Conway Twitty       | 2:57 |
| 9.  | Ne m'oublie pas | Michel Mallory              | Michel Mallory      | 2:30 |
| 10. | Pour l'oublier, il me faudra plus de temps que ne m'en donnera ma vie (Loving her was easier than anything i'il ever do again) | adaptation : Michel Mallory | Kris Kristofferson  | 3:10 |
| 11. | Va voir ma mère pour moi | Michel Mallory              | Michel Mallory      | 2:59 |
| 12. | La tête dans le panier | Michel Mallory              | Michel Mallory      |      |

## Musiciens
- Arrangements et direction d'orchestre : James C. Dempsey
- Lead guitare : James C. Dempsey
- Guitares : Léon Rhodes, Arlan Ellis, Georges E. Jackson
- Basse : Jack Ross, Richard J. Ross
- Steel guitare : Robert Seymour, Buddy G. Emmons, Larry Sasser
- Piano : John Propst
- Harmonica : Terry L. McMillan
- Batterie : Robert G. Dean Jr.